# Rosier (Einheit)
Rosier war ein niederländisches Volumen- und Getreidemaß. Der Scheffel in Preußen hatte verschiedene Werte: bis 1816 waren es 56,176 Liter, danach 54,961 Liter
- 1 Rosier = 1 ½ bis 2 Scheffel (Berliner) = rund 84 Liter bis 112 Liter und später 82 Liter bis 110 Liter (errechnet und gerundet)